# L'Aficionado
Pour les articles homonymes, voir Aficionado.
L'aficionado est une huile sur toile peinte par Pablo Picasso en 1912 à Sorgues. Cette toile réalisée pendant la période cubiste du peintre est dans des tonalités brun-gris. La toile de 135 × 82 cm est conservée au musée de Kunstmuseum de Bâle.

## Contexte
Cette toile fait partie des travaux de transition vers le cubisme synthétique. Elle réutilise la technique inventée par Georges Braque en 1911 qui consiste à inclure des lettres et des mots dans la toile. On lit entre autres : « Nîmes » « olé » « le toréro ».
Picasso et Braque ont fait là deux inventions capitales : l'utilisation des collages et des assemblages à « forme ouverte ». Six mois plus tard, après son séjour à Céret puis à Sorgues, Picasso se lance dans une transformation décisive de sa peinture : la révolution des papier collés. Une expérimentation acharnée dont L'Aficionado est l'achèvement.

## Description
Le fractionnement de la toile est plus léger que dans des œuvres cubistes antérieures. La tonalité générale est brun-gris. Avec le recul, la toile forme un personnage humain. Vue de près, on distingue des formes géométriques simples (triangles, trapèzes, portions de disques), des mots et des lettres ainsi que divers éléments se rapportant à la tauromachie : une pointe de banderilles au centre, cornes en bas à droite, les mots  « Nîmes » « olé » « le toréro », etc.
La forme en bas à droite peut être interprétée comme des testicules de taureau dans le sens de la toile ou comme une tête de taureau dans un sens inverse (de bas en haut).
Ce personnage, décrit par Daix et Rosselet comme un « remarquable joueur de guitare de corrida », porte sa guitare imbriquée dans le flanc gauche, et les plans découpés sont soumis à une architecture efficace. De Sorgues, Braque écrivait à Kahnweiller « Je profite de mon séjour à la campagne (…) pour faire des sculptures en papier ». il est probable que Picasso en a aussi réalisé si l'on en juge par la facture de l'Aficionado.
Il existe aussi une autre version de ce même personnage faite à Sorgues à l'été 1912 : une gouache et encre de Chine.
L'Aficionado est parfois appelé Le Torero à cause du journal spécialisé bien visible en bas à gauche. Ce tableau est incontestablement l'œuvre capitale du cycle tauromachique cubiste de l'artiste. Le 12 juillet 1912, Picasso écrivait à Braque « De par ailleurs les aficionados de Nîmes, je ne pense qu'à eux, et j'ai déjà transformé une toile que j'avais commencée d'un bonhomme en un aficionado. Je pense qu'il peut être bien avec sa banderille à la main et je tâche de lui faire une gueule bien du midi ». Ce qui permet de rattacher le tableau aux trois études de L'Homme aux banderilles.
Le tableau faisait partie de l'exposition Toros Y Toreros qui a réuni des œuvres de tauromachie de Picasso en 1993 au Musée Picasso de Paris, au Musée Léon Bonnat de Bayonne et au Musée Picasso de Barcelone.

## Expositions
- Le Cubisme, Centre national d'art et de culture Georges-Pompidou, Paris, 2018-2019.